# Портрет Александра Александровича Бибикова
«Портрет Александра Александровича Бибикова» — картина Джорджа Доу и его мастерской из Военной галереи Зимнего дворца.
Картина представляет собой поясной портрет тайного советника Александра Александровича Бибикова из состава Военной галереи Зимнего дворца.
В 1812 году А. А. Бибиков был тайным советником и сенатором, после начала Отечественной войны 1812 года возглавил ополчение Санкт-Петербургской губернии, отличился в штурме Полоцка и в сражении под Смолянами был ранен. В Заграничном походе 1813 года находился при осаде Данцига и в августе в связи с ранами и расстроенным здоровьем был уволен от должности начальника ополчения с правом ношения генеральского мундира.
Изображён в ополченческом казачьем мундире неутверждённого образца, с генеральскими эполетами, в ополченческой фуражке образца 1812 года и со знаменем Санкт-Петербургского ополчения. Слева на груди звезда ордена Св. Анны 1-й степени; на шее кресты орденов Св. Георгия 3-й степени и Св. Владимира 3-й степени (изображён ошибочно, Бибиков был награждён орденом Св. Владимира сразу 2-й степени, минуя 4-ю и 3-ю степени); серебряная медаль «В память Отечественной войны 1812 года» на Андреевской ленте. Подпись на раме с ошибкой в инициале и чине: А. И. Бибиковъ, Генералъ Маiоръ — Бибиков не был переименован в воинский чин, оставаясь тайным советником, который по Табели о рангах соответствует чину генерал-лейтенанта.
7 августа 1820 года Комитетом Главного Штаба по аттестации Бибиков был включён в список «генералов, находившихся в сражениях, не внесённых в списки для галереи, потому что в препровождениях к рассмотрению Комитета не находятся». В 1822 году во входящем журнале 2-го отделения Главного штаба сделана запись о том, что «портрет не будет делан». 3 ноября 1826 года министр императорского двора П. М. Волконский сообщил в Главный штаб о желании императора Николая I иметь в Военной галерее портрет умершего сенатора Бибикова, однако уже 12 ноября поступило распоряжение «остановить исполнение Высочайшей воли, …по случаю сделанной Его Величеством перемены». В октябре следующего года это распоряжение было отменено и вновь решено писать портрет Бибикова вместо портрета генерала А. А. Ласкина, в 1820 году уволенного со службы за жестокое обращение с подчинёнными и к 1829 году продолжавшему находиться в немилости. 22 ноября 1829 года обер-гофмаршал К. А. Нарышкин сообщил П. М. Волконскому: «сей портрет от живописца Дове в числе прочих ещё не поступил; по объявлении же секретаря умершего живописца Дове Гипсона (хранитель британской живописи в Эрмитаже Е. П. Ренне именует секретаря Доу Гужоном) оный портрет Бибикова уже окончен и находится в квартире Дове». 22 декабря 1832 года портрет поступил Эрмитаж от зятя Доу Томаса Райта, в качестве гонорара в мае 1833 года ему было заплачено 1000 рублей.
В качестве прототипа Доу мог использовать либо рисунок Франсуа Ферьера, либо гравюру Франческо Вендрамини, в октябре 1814 года снятую с этого рисунка и имеющуюся в собрании Эрмитажа (бумага, гравюра пунктиром, 24,2 × 18,2 см, инвентарный № ЭРГ-30448), либо миниатюру неизвестного художника, основанную также на рисунке Ферьера и в начале XX века находившуюся в собрании великого князя Николая Михайловича . В собрании Эрмитажа имеется гравюра неизвестного автора первой четверти XIX века, где Бибиков изображён в полный рост на коне в сопровождении двух ополченцев — поворот головы Бибикова, его фигура, знамя, положение руки полностью соответствуют рисунку Ферьера (бумага, гравюра резцом и пунктиром, 45,8 × 30,5 см, 1-я четверть XIX в., инвентарный № ЭРГ-312). На всех этих работах заметна звезда ордена св. Владимира 2-й степени, выступающая из-под знамени и ошибочно не изображённая Доу.
В 1840-е годы в мастерской И. П. Песоцкого по рисунку В. Долле с портрета была сделана литография, опубликованная в книге «Император Александр I и его сподвижники» и впоследствии неоднократно репродуцированная. В части тиража была использована литография по рисунку И. А. Клюквина.
- Миниатюра по рисунку Ф. Ферьера
- Конный портрет работы неизвестного гравёра
- Портрет работы Ф. Вендрамини